# Samuel-Maciejowski-Bischofspalast

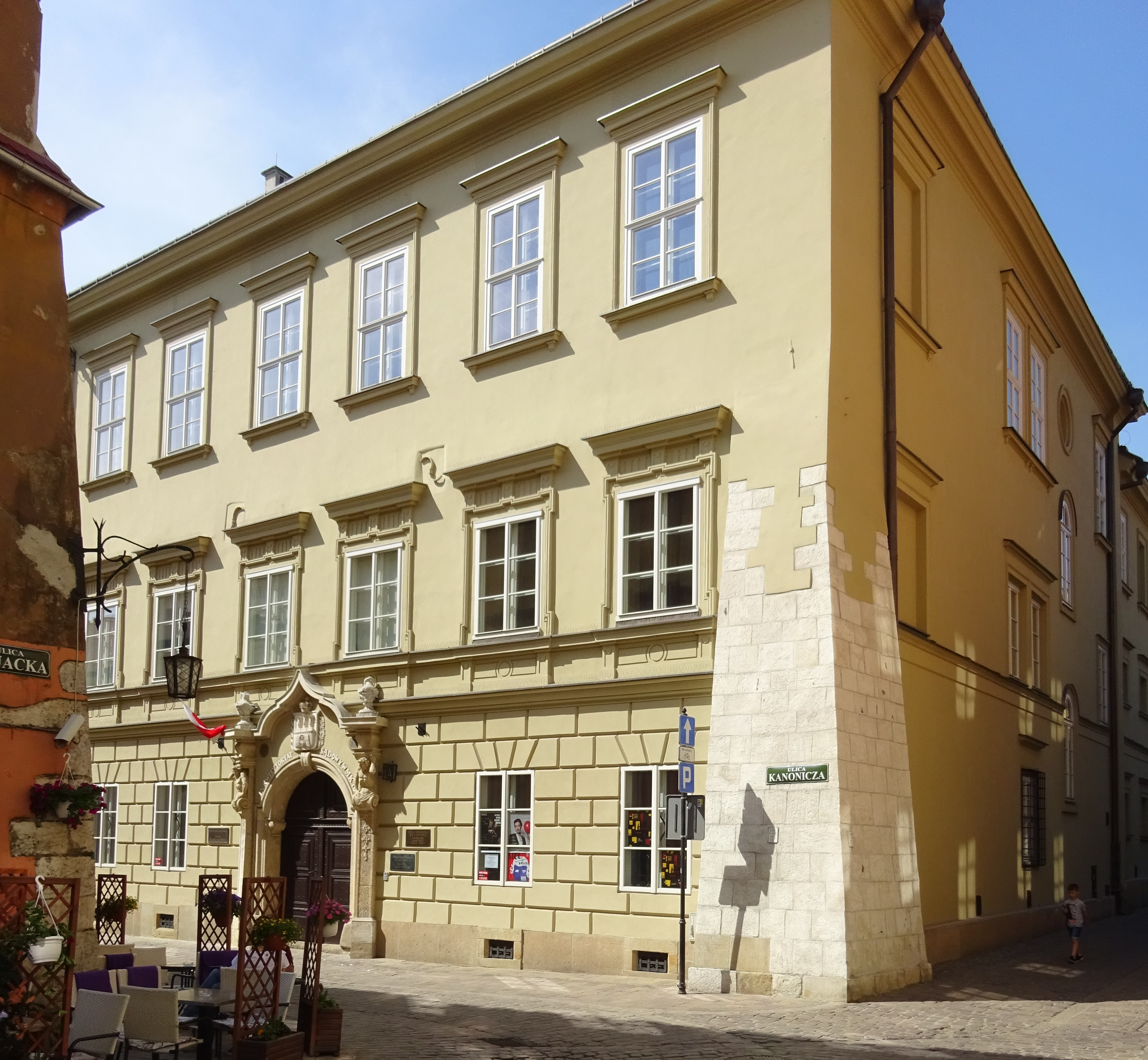
Fassade von der Ecke Kanoniker-Straße und Senat-Straße

Der Bischofspalast von Samuel-Maciejowski (polnisch Pałac Samuela Maciejowskiego) in Krakau (Woiwodschaft Kleinpolen) ist ein Stadtpalais des Krakauer Bischofs Samuel Maciejowski.

## Lage und Beschreibung
Das Renaissancegebäude liegt in Okół, dem südlichen Teil der Krakauer Altstadt, an der Kanoniker-Straße unterhalb des Wawel.

## Geschichte
Samuel Maciejowski ließ das Palais von 1531 bis 1532 anstelle eines gotischen Hauses erbauen, als er noch Kanoniker war. Mit dem Bau beauftragte er Bartolommeo Berrecci. Das Gebäude diente auch weiter der Krakauer Kurie und den Kanonikern. Später wurde es von der Stadt Krakau übernommen und diese nutzte es unter anderem als Gefängnis. 1854 wurde es von August Plasqude grundlegend restauriert. Heute wird das Palais von der Technischen Universität Krakau genutzt, in den gotischen Kellern befindet sich ein Theater.